# Andalen
Andalen é uma localidade da ilha de Hisingen na Suécia, situada na província histórica da  Bohuslän .

Tem cerca de 2 188 habitantes, e pertence à Comuna de Gotemburgo.

Está localizada a 10 km a oeste de  Gotemburgo.